# Tommy Wirkola
Tommy Wirkola, född 6 december 1979 i Alta, Norge, är en norsk filmregissör, producent och manusförfattare. Wirkolas första film var Kill Buljo från 2007, som han skrev tillsammans med Stig Frode Henriksen.

## Filmografi i urval

### Regi
- 2007 – Kill Buljo
- 2009 – Död snö
- 2013 – Hansel & Gretel: Witch Hunters
- 2014 – Död snö 2
- 2022 – Violent Night
- 2024 – Spermageddon (med Rasmus A. Sivertsen)
- 2026 – Shiver

### Manus
- 2007 – Kill Buljo
- 2009 – Död snö
- 2013 – Hansel & Gretel: Witch Hunters
- 2013 – Kill Buljo 2
- 2014 – Död snö 2
- 2024 – Spermageddon
- 2026 – Shiver

### Producent
- 2007 – Kill Buljo
- 2014 – Död snö 2

### Roller
- 2007 – Kill Buljo – Sid Wisløff
- 2009 – Död snö – döende zombie
- 2013 – Kill Buljo 2 – Sid Wisløff

### Webbkällor
- Tommy Wirkola på Internet Movie Database (engelska)